# Formula–1 abu-dzabi nagydíj
A Formula–1 abu-dzabi nagydíjat 2009-től rendezik meg a Yas Marina Circuit-en, az Egyesült Arab Emírségekben.

## Futamgyőztesek
| Év   | Versenyző        | Konstruktőr      | Pálya     | Összefoglaló |
| ---- | ---------------- | ---------------- | --------- | ------------ |
| 2009 | Sebastian Vettel | Red Bull-Renault | Abu-Dzabi | Összefoglaló |
| 2010 | Sebastian Vettel | Red Bull-Renault | Abu-Dzabi | Összefoglaló |
| 2011 | Lewis Hamilton   | McLaren-Mercedes | Abu-Dzabi | Összefoglaló |
| 2012 | Kimi Räikkönen   | Lotus-Renault    | Abu-Dzabi | Összefoglaló |
| 2013 | Sebastian Vettel | Red Bull-Renault | Abu-Dzabi | Összefoglaló |
| 2014 | Lewis Hamilton   | Mercedes         | Abu-Dzabi | Összefoglaló |
| 2015 | Nico Rosberg     | Mercedes         | Abu-Dzabi | Összefoglaló |
| 2016 | Lewis Hamilton   | Mercedes         | Abu-Dzabi | Összefoglaló |
| 2017 | Valtteri Bottas  | Mercedes         | Abu-Dzabi | Összefoglaló |
| 2018 | Lewis Hamilton   | Mercedes         | Abu-Dzabi | Összefoglaló |
| 2019 | Lewis Hamilton   | Mercedes         | Abu-Dzabi | Összefoglaló |
| 2020 | Max Verstappen   | Red Bull-Honda   | Abu-Dzabi | Összefoglaló |
| 2021 | Max Verstappen   | Red Bull-Honda   | Abu-Dzabi | Összefoglaló |
| 2022 | Max Verstappen   | Red Bull-RBPT    | Abu-Dzabi | Összefoglaló |
| 2023 | Max Verstappen   | Red Bull-RBPT    | Abu-Dzabi | Összefoglaló |
| 2024 | Lando Norris     | McLaren-Mercedes | Abu-Dzabi | Összefoglaló |

## Legsikeresebb versenyzők
| Győzelmek | Versenyző        | Győztes évek                 |
| --------- | ---------------- | ---------------------------- |
| 5         | Lewis Hamilton   | 2011, 2014, 2016, 2018, 2019 |
| 4         | Max Verstappen   | 2020, 2021, 2022, 2023       |
| 3         | Sebastian Vettel | 2009, 2010, 2013             |
| 1         | Kimi Räikkönen   | 2012                         |
| 1         | Nico Rosberg     | 2015                         |
| 1         | Valtteri Bottas  | 2017                         |
| 1         | Lando Norris     | 2024                         |